# One Man Army (Punkband)
One Man Army ist eine 1996 gegründete Punkrockband aus San Francisco.

## Geschichte
Die Band wurde von Jack Dalrymple von den Swingin’ Utters (Gitarrist und Sänger), Brandon Pollack (Schlagzeug) und James Kotter (Bass) gegründet. 1998 erschien das Debütalbum Dead End Stories bei Adeline Records. Zu diesem Zeitpunkt war Kotter bereits durch Heiko Schrepel ersetzt worden. Das zweite Album der Band, Last Word Spoken, wurde von Green-Day-Sänger Billie Joe Armstrong produziert und erschien im Jahr 2000. Danach wechselten sie zu BYO Records, wo ein weiteres Album sowie eine Split-EP mit Alkaline Trio erschien. Schlagzeuger Pollack war zuvor durch Chip Hanna von den U.S. Bombs ersetzt worden. 2004 gab die Band ihre Trennung bekannt.
2011 wurden Planungen für eine Reunion der Band bekannt. Die Besetzung besteht nun wieder aus Jack Dalrymple, Heiko Schrepel und Brandon Pollack.